# Illa de Matemo
L'illa de Matemo és una de les Illes Quirimbas, situada al nord-est de l'illa d'Ibo (part del districte de Cujo) a la província de Cabo Delgado, al nord de Moçambic, prop de 100 quilòmetres de la ciutat de Pemba. Té una superfície d'al voltant de 24 km², cinc pobles i un hotel, el Matemo Island Resort, que forma part dels Resorts Rani.